# Edward F. Sands
Edward F. Sands, född Edward Fitzgerald Snyder, även känd som Edward Fitzwilliam Strathmore, även känd som Jazz, (4 april 1894 i  Marion, Ohio - ?) misstänktes för mordet på William Desmond Taylor den 1 februari 1922. 
Edward Sands hade varit anställd som William Taylors kock, privatsekreterare, betjänt och chaufför. Fastän han föddes i Ohio, talade han med brittiskt uttal (Mary Miles Minter kallade honom för cockney). William Taylor gav Sands i uppdrag att sköta hans affärer under en semestervistelse 1921, och då han återvände var Edward Sands borta, liksom flera av hans saker. Edward Sands hade även förfalskat William Taylors signatur. Det visade sig senare att Edward Sands stulit föremålen i norra Kalifornien.
Ett ögonvittne sade sig ha sett någon lämna William Taylors bungalow vid tiden för mordet, men enligt beskrivningen liknande inte denna person Edward Sands. Polisen misstänkte Edward Sands starkt, men utfärdade aldrig någon arresteringsorder. Edward Sands rapporterades ha sagt upp sig i norra Kalifornien, och försvunnit på morddagen. Efterföljande undersökningar visade att han tidigare gripits för småbrott, och lämnat USA:s kustbevakning. Edward Sands återfanns aldrig.

### Fotnoter
1. ↑  ”Badly Wanted”. Time (magazine). 26 augusti 1929. Arkiverad från originalet den 25 februari 2010. https://web.archive.org/web/20100225090731/http://www.time.com/time/magazine/article/0,9171,751984,00.html. Läst 21 juli 2007.  ”Edward F. Sands, 34, 5 ft 5 in., for the murder of William Desmond Taylor, cinema director, whose butler he was. Questioned in this case were Cinemactresses Mabel Normand, last to see Taylor alive, and Mary Miles Minter whose lingerie and love letters were found in the Taylor apartment.”
2. 1 2  Taylorology Arkiverad 20 oktober 2006 hämtat från the Wayback Machine.
3. ↑  Giroux, p. 116-7.